# Покахонтас
 Тази статия е за историческата личност.  За филма вижте Покахонтас (филм).  
Покахонтас (рождено име Матока; по-късно известна като Ребека Ролф, родена около 1595, починала през март 1617) е индианка от днешния щат Вирджиния, САЩ, свързана с американската колония Джеймстаун. Покахонтас е дъщеря на вожда Похатан, водач на племенен съюз от региона Тайдуотър във Вирджиния. Според широко известната легенда тя спасява живота на английския пленник Джон Смит през 1607 г. като слага главата си върху неговата когато баща ѝ вдига бойната си тояга, за да го убие.
Покахонтас е пленена от англичаните по време на Англо-индианската война от 1613 г. и държана за откуп. Докато е в плен, приема християнството и се преименува Ребека. Когато се отваря възможност да се върне при племето си, избира да остане при англичаните. През април 1614 г. се омъжва за тютюневия плантатор Джон Ролф и през януари 1615 г. им се ражда син Томас Ролф.
През 1616 г. семейството отпътува за Лондон. Покахонтас е представена в английското общество като пример за „цивилизован дивак“ с цел повишаване инвестициите в колонията Джеймстаун. Става за кратко известна, облича се елегантно и присъства на пиеса в замъка Уайтхол. През 1617 г. семейство Ролф отплава обратно за Америка, но Покахонтас умира внезапно в Грейвсенд, графство Кент. Причината са смъртта ѝ е неизвестна. Погребана е в Англия, но точното място също не е известно.
Множество места, забележителности и продукти в САЩ са кръстени на Покахонтас. Нейният живот е обект на художествени произведения в областта на изобразителното изкуство, литературата и киното. Нейни наследници по линия на сина ѝ Томас са: членове на Първите семейства на Вирджиния, първите дами Идит Уилсън и Нанси Рейгън, астрономът Пърсивал Лоуъл и участникът в американско риалити шоу Бенджамин Уейд.

## Детство и юношество
Рождената година на Покахонтас не е известна, но според някои историци, базиращи се на разказите на кап. Джон Смит, това е 1595 г. В книгата си „Истинската история на Вирджиния“ (A True Relation of Virginia) (1608) Смит описва Покахонтас като „дете на 10 години“ при първата им среща през пролетта на 1608.  В писмо от 1616 г. той отново описва случката, но променя годините ѝ „на 12 или 13“.
Покахонтас е дъщеря на Похатан (Поуатан), велик вожд на Ценакомака, съюз на около 30 алгонкиноезични групи и племенни образувания от региона Тайдуотър във Вирджиния. Майка ѝ, чието име и племенна принадлежност са неизвестни, е една от десетките съпруги на Похатан. Всяка от съпругите му ражда по едно дете, след което се връща в родното си място, където той я издържа докато тя си намери друг съпруг.
Детството на Покахонтас е било подобно на повечето момичета в Ценакомака. Те са помагали в събирането на храна и дърва за огрев, селскостопанските дейности и събирането на растителен материал за направата на сламени къщи. На по-голяма възраст са помагали при организирането на празненства и вечери. Даването на вечери, подобни на угощението на Джон Смит след залавянето му, е било едно от задълженията на маманатовика (великия вожд).

### Имена
По времето на Покахонтас е било обичайно за алгонкоезичните индианци от Вирджиния да имат по няколко имена. Получавани по различно време, имената са имали различни значения и са се използвали в различни ситуации. Нерядко се случвало индианците да имат по няколко имена едновременно, да използват тайни имена, познати само на отбран кръг от хора, както и да сменят имената си при важни събития. Покахонтас не се е отличавала в това отношение. В ранното си детство ѝ е дадено тайното име Матока (Матоака), но по-късно и използвала и Амонути. Тези имена нямат преводи.
Името Покахонтас е прякор от детството ѝ и вероятно се е отнасял до игривия ѝ нрав; според колонизатора Уилям Страчи, думата означава „малка палавница“. Според Уилям Стит, историк от ХVІІІ в., „истинското ѝ име изглежда е било Матоакс, но индианците грижливо са го крили от англичаните и са го сменили с Покахонтас от суеверен страх, че, знаейки истинското ѝ име, англичаните ще могат да ѝ навредят“. Според антроположката Хелън Раунтри, Похахонтас издава истинското си име на англичаните едва след като получава християнското Ребека. Изборът може би е бил символичен жест към Ребека от Битие, която, като майка на Ииаков и Исав, е майка на два народа. Покахонтас, като индианка, омъжена за англичанин, вероятно е била смятана също за майка на два народа.

### Титла и статус
Векове наред след смъртта ѝ Покахонтас е представяна в популярната култура, и дори от някои учени, за принцеса. През 1841 г. Уилям Уотсън Уолдрън от колежа Тринити в Дъблин, Ирландия, публикува „Покахонтас, американската принцеса, и други поеми“, където я нарича „любимата и единствена оцеляла кралска дъщеря“. Неговата логика е разбираема: бидейки дъщеря на великия вожд Похатан, който често е бил наричан „крал“ и дори „император“ от английските колонизатори, тя следва да бъде принцеса. През 1969 г. историчката Грейс Стийл Уудуърд, авторка на биографията „Покахонтас“, определя обекта на изследването си като „млада индианска принцеса от (племето на) похатаните“.
Наистина Покахонтас е била любимка на баща си – „негова радост и любима“ по думите на колонизатора кап. Ралф Хамър – но никога не е била принцеса в европейския смисъл на думата. Нямало е да стане „вероанс“ (втора след вожда), още по-малко да получи високата титла на баща си маманатовик (велик вожд). Някои жени са получавали титлата „вероанска“ (жени-вождове), но само братята, сестрите и децата на сестрите на Похатан са могли да наследят титлата му.
В „Карта на Вирджиния“ Джон Смит описва унаследяването по майчина линия сред похатаните така: „Неговото (на Похатан) кралство се предава не на синовете му, нито на децата им; но първо на братята му, от които имаше трима с имена Опичапан, Опечанканог и Кататуг; и след тяхната смърт – на сестрите му. Първо на най-възрастната сестра, после и на другите: и след тях на наследниците, мъжки и женски, на най-възрастната сестра; но никога на наследниците на мъжете.“
В допълнение, майката на Покахонтас вероятно е била с нисък обществен статус. В „Записки от Вирджиния“ (Relation of Virginia) от 1609 г. колонизаторът Хенри Спелман, който е живял след индианците като преводач, отбелязва множеството съпруги на вожда Похатан. Всяка от тях ражда на вожда по едно дете, след което не само ѝ се отнема благородническия статус, но е и изпращана обратно в родното си място.

## Отношения с англичаните

### Спасяването на Джон Смит
Покахонтас е най-известна с връзката си с английския колонизатор капитан Джон Смит, който пристига във Вирджиния със стотина други заселници през април 1607 г. След като построяват форт на блатист полуостров на р. Джеймс ривър, за няколко месеца англичаните имат няколко срещи и сблъсъка с индианците от Ценакомака. През декември 1607 г. по време на експедиция по р. Чикахомини Смит е пленен от ловна дружинка, ръководена от Опечанканог, по-малкия брат (или друг роднина) на вожда Похатан, и отведен в столицата Веровокомоко. В разказите си от 1608 г. Смит описва пищно угощение, следвано от дълъг разговор с Похатан. Не споменава Покахонтас във взъзка със залавянето си; даже според тези разкази, той я среща едва няколко месеца по-късно. През 1616 г. Смит пише писмо до кралица Анна Датска във връзка с предстоящото посещение на Покахонтас в Англия. В него описва залавянето си по различен начин, както и че е бил заплашен със смърт. „В момента на екзекуцията ми тя рискува главата ѝ да бъде размазана, за да спаси моята; и не само това, но и успя да надделее над баща си и да осигури безопасното ми отвеждане в Джеймстаун“.
Осем години по-късно в „Обща история“ (Generall Historie) Смит дава повече подробности. Пишейки за себе си в трето лице, той обяснява, че след залавянето си е отведен при великия вожд, където „два огромни камъка бяха донесени пред Похатан; и мнозина го грабнаха (Смит), завлякоха го до камъните и положиха главата му на тях, и готвейки се с тоягите си да разбият черепа му, Покахонтас, най-скъпата дъщеря на краля, след като молбите ѝ не бяха чути, взе главата му в ръцете си и сложи нейната отгоре да го спаси от смъртта.“
Историците отдавна поставят под съмнение този по-късен разказ. Атнроположката Хелън Раунтри твърди, че първата версия на Смит (тази с вечерята и разговора с Похатан) е по-достоверна, тъй като индианците са били нетърпеливи да научат защо европейците са дошли във Вирджиния. Смит може да е преувеличил и поразкрасил следващите версии, за да подчертае статуса на Покахонтас при визитата ѝ в Англия. От друга страна, може да е казвал и истината. Според някои историци отсъствието на този епизод от ранните разкази не бива да се тълкува като по-късна измислица. Историкът Дж. А. Лио Лемей, например, отбелязва, че първите разкази на Смит са били предимно за география и етнография и следователно не е имало нужда да споменава Покахонтас. Стан Бърчфийлд твърди, че „писанията на Смит са съвместими с истинността на случката“, но той не взима под внимание значението на разказаното в „Истинска история“, че двамата са се срещналичак през пролетта на 1608 г.
В „Истински пътешествия“ (True Travels)(1630) Смит разказва подобна история: как е спасен от малко момиче след като е заловен от османци в Унгария през 1602 г. Историчката Карен Ордал Куперман предполага, че в историята с Покахонтас Смит пресъздава спомените си от десет години по-рано. С други думи, с годините разказът е бил все по-разкрасяван. Според друга теория Смит може и да не е разбрал какво точно е станало в шатрата на Похатан. Вместо да е бил нарочена жертва, може да е взел участие в племенен ритуал, който символизира смъртта и прераждането му като член на племето. Тази теория не е вероятна, тъй като малко се знае за ритуалите на похатаните и няма свидетелства за подобен ригтуал сред другите северноамерикански племена. Според историчката Маргарет Уиламсон Хубер Похатан е проявил политически прагматизъм с опита да приобщи Смит и англичаните към племето си и като предлага на Смит управлението на селището Капахосик, в близост до столицата Веровокомоко. По този начин великият вожд се надявал да държи Смит и хората му „наблизо и под контрол“.
Ранните историци установяват, че Покахонтас се сприятелява със Смит и колонизаторите в Джеймстаун. Тя често ходела там да си играе с момчетата. Когато колонизаторите гладуват „на всеки четири или пет дни Покахонтас и свитата ѝ му носеха (на Смит) храна и така спасиха много души, които инак щяха да умрат от глад.“ С развитието на колонизаторската експанзия вирджинските индианци се чувстват заплашени и започват да влизат във въоръжени конфликти със заселниците.
В края на 1609 г. получени рани при барутна експлозия принуждават Смит да се завърне в Англия за лечение. Англичаните в колонията казват на индианците, че Смит е починал. Покахонтас научила, че Смит е жив и здрав чак при пътуването си до Англия (вече като жена на Джон Ролф).
Според колонизатора Уилям Страчи Покахонтас се жени за обикновен воин на име Кокум преди 1612 г. Нищо повече не е известно за този брак, но вероятно, според индианските обичаи, той е приключил с нейното залавяне от англичаните през 1613 г.
Историческите данни не внушават, че Покахонтас и Смит са имали афера. Техният романс е изключителна художествена измислица (напр. анимационния филм на Дисни от 1995 г.) Любовната им история се появява за пръв път в началото на ХІХ в. и оттогава става легендарна като се повтаря в множество американски филми до наши дни.

### Залавяне и плен
Пленяването на Покахонтас се случва по време на Първата англо-индианска война (между заселниците в Джеймстаун и индианците), която започва в края на лятото на 1609 г. В първата година на конфликта заселниците спечелват контрол над устието и водопадите на Джеймс ривър. Кап. Самюел Аргол междувременно търси контакт с индианските групи на север от земите на Похатан. Патавомеките, които живеят на р. Потомак, не винаги са били лоялни към Похатан, а при тях е живял и млад английски преводач на име Хенри Спелман. През март 1613 Аргол научава, че Покахонтас е на гости в патавомекското селище Пасапатанзи и е под закрилата на вероанс (вожд) Йопасас (или Япазос).
С преводаческата помощ на Спелман Аргол оказва натиск върху Йопасас да му помогне в пленяването на Покахонтас като обещава съюз срещу Похатан. Покахонтас е измамена да се качи на кораба на Аргол, където е задържана за откуп. Похитителите ѝ искат освобождаването на англичаните, задържани от Похатан и връщането на откраднати оръжия и сечива. Похатан освобождава пленниците, но англичаните не са задоволени от броя върнати оръжия и сечива. Дълго време двете страни не могат да стигнат разбирателство и през това време Покахонтас е държана в плен. Цала година я държат в Хенрикъс, днешен окръг Честърфийлд, Вирджиния. Малко се знае за живота ѝ там, но колонизаторът Ралф Хамър пише, че е била „извънредно учтиво приета“. Линуд „Малка мечка“ Късталоу твърди през 2007 г., че по време на престоя си Покахонтас е била изнасилена, като цитира легенди, предавани от уста на уста четири века. Според Хелън Роунтри „други историци не са съгласни, че подобни легенди въобще съществуват и смятат, че подобно лошо отношение би било в разрез с интересите на англичаните при преговорите им с Похатан“.
По време на престоя ѝ пасторът в Хенрикъс, Аликзандър Уитакър, учи Покахонтас на християнската вяра и ѝ помага да научи английски език. При кръщенето си, Покахонтас взима християнското име Ребека.
През март 1614 ситуацията ескалира във военен конфликт на р. Памънки с участието на стотици англичани и индианци. В похатанската столица Мачкот англичаните се срещат с група висшестоящи индианци, но самият Похатан отсъства. Англичаните позволяват на Покахонтас да говори със сънародниците си. Твърди се, че тя укорява баща си, че я цени „по-малко от стари саби, парчетии и брадви“ и казва на похатаните, че предпочита да живее с англичаните.

### Брак с Джон Ролф
По време на престоя си в Хенрикъс Покахонтас се запознава с Джон Ролф, чиито жена и дете умират по време на пътуването до Вирджиния. В Новия свят той успява да култивира нов сорт тютюн и прекарва по-голямата част от времето си в грижа за плантацията си. Той е силно набожен и се терзае от мисълта за евентуалните последствия от брака му с варварка. В дълго писмо до губернатора на колонията Ролф иска разрешение да се ожени като изразява силната си любов към Покахонтас и дълбоката увереност, че по този начин ще спаси душата ѝ. Той е

„мотивиран не от необузданата страст на плътско привличане, а от мисли за доброто на плантацията, за честта на страната си, за славата Божия, за моето собствено спасение... по-точно Покахонтас, в която моите най-чисти и добри помисли са, и са били от дълго време, впримчени и омаяни в толкова заплетен лабиринт, от който съм изтощен от усилията си да се откопча.“

Чувствата на Покахонтас към Ролф и брака ѝ не са известни.
Те се женят на 5 април 1614 г. и живеят следващите две години във Варина Фармс, плантацията на Ролф, която се е намирала на отсрещния бряг на Джеймс ривър от Хенрикъс. Синът им Томас Ролф се ражда на 30 януари 1615 г.
Техният брак не спомага за завръщането на английските пленници, но през следващите няколко години създава климат на мир и разбирателство между колонията Джеймстаун и похатанските племена. През 1615 г. Ралф Хамър пише: „От сватбата насам се радваме на приятелска търговия и бартер не само с Похатан, но и с всичките му поданици наоколо.“

### Англия
За Вирджинската търговска компания покръстването на индианците винаги е било основна задача. В покръстването на Покахонтас и брака ѝ с англичанин – който спомага приключването на Първата англо-индианска война – компанията вижда възможност за набиране на инвестиции в колонията. Компанията решава да покаже Покахонтас в Англия като символ на цивилизования дивак от Новия свят и на успехите на Джеймстаунската колония. През 1616 г. сем Ролф пътува до Англия и акостира в Плимут на 12.06. Пътуват до Лондон с дилижанс, придружени от още седем похатани, сред които и шамана Томокомо. По това време Джон Смит живее в Лондон и по време на престоя си в Плимут Покахонтас научава, че той е все още жив. Смит не я среща, но пише на кралица Анна, съпругата на крал Джеймс, увещавайки я да уважи Покахонтас като кралска гостенка. Писмото му настоява, че ако с нея се отнесат неуважително, „сегашната ѝ любов към нас и християнската вяра ще се превърне в презрение и арост“ и че Англия ще изпусне възможността „справедливо да спечели кралство чрез нея.“
Покахонтас е канена на различни обществени събирания. На 5.01.1617 тя и Томокомо получават аудиенция при краля в Банкетния дом в замъка Уайтхол, където гледат пиесата на Бен Джонсън „Сладко видение“ (The Vision of Delight). Според Смит крал Джеймс се държал толкова непринудено, че нито Покахонтас, нито Томокомо разбрали с кого са се срещнали, докато не им било обяснено по-късно.
Въпреки че Покахонтас не е принцеса на похатаните, Вирджинската компания я представя като такава пред английската общественост. На гравюра от 1616 г., направена за компанията, пише „MATOAKA ALS REBECCA FILIA POTENTISS: PRINC: POWHATANI IMP:VIRGINIÆ“, или „Матока, също и Ребека, дъщеря на най-могъщия принц на Похатанската империя от Вирджиния.“ За много англичани по това време Похатан е владетел на империя и следва дъщеря му да има подобаващ статус. Писмото на Смит до кралица Анна споменава „Похатан, техния вожд-крал“. Самюел Пърчас пише за срещата си с Покахонтас, че тя го е впечатлила, защото „се е държала като дъщеря на крал.“. Когато се срещат отново в Лондон, Смит се отнася към нея почтително като с „кралска дъщеря“.
Изглежда с Покахонтас се отнасят добре в Лондон. Местата ѝ по време на пиесата са „добре разположени“ и, според Пърчас, лондонският епископ Джон Кинг я „приема с празнично угощение и с великолепие, които не съм виждал при неговото славно гостоприемство отдавано на други дами.“
Но не всички англичани са били впечатлени. Според Хелън Роунтри „няма съвременни доказателства, че Покахонтас е била приета като кралска особа“. По-скоро е била приемана като куриоз и дори, според поне един наблюдател, като „обикновена жена от Вирджиния“.
Покахонтас и Ролф отсядат в предградие на Брентфорд, Мидълсекс, и в семейния дом на Ролф в Хийчъм Хол в Норфък. В началото на 1617 г. Смит среща двойката на обществена сбирка и по-късно пише, че когато Покахонтас го вижда „без да продума се обърна, покри лицето си и изглеждаше много неспокойна“ и се усамотява за два или три часа. По-късно разговарят повече, но Смит предава разговора им частично и енигматично. Тя му напомня за „вниманието, което му е показала“, казвайки „Вие обещахте на Похатан, че което е Ваше е негово, и обратното“. След това го смущава като го нарича „татко“ и обяснява, че Смит е нарекъл Похатан така, когато са все още непознати във Вирджиния, и „по същата причина Ви наричам сега така“. Смит не приема това обръщение, защото нейният статус на кралска дъщеря е по-висок, на което тя „със спокойно изражение“ отговаря: „Вие не се ли страхувахте да дойдете в страната на моя баща да сплашите него и неговите хора (освен мен), а сега се страхувате, че Ви наричам „татко“? Казвам Ви, че така ще Ви наричам, и Вие ще ме наричате „дете мое“ и така аз ще бъда завинаги Ваша сънародница.“ Накрая Покахонтас казва на Смит, че тя и сънародниците ѝ са го мислили за умрял, но че баща ѝ е заръчал на Томокомо да го потърси, „защото Вашите сънародници много лъжат“.

## Смърт
През март 1617 Ролф и Покахонтас отплават обратно за Вирджиния, но корабът едва стига Грейвсенд на Темза, когато Покахонтас се разболява тежко. Тя е свалена на брега и умира в ръцете на Джон Ролф на двадесет и две годишна възраст. Не се знае какво е причинило смъртта ѝ, но теориите са за едра шарка, пневмония, туберкулоза, дори отрова. Според Ролф последните ѝ думи са „всичко трябва да умре, но е достатъчно, че детето ѝ ще живее“. Погребана е на 21.03.1617 в епархията Сейнт Джордж в Грейвсенд. Гробът ѝ се намира под църквата, а в нейна чест е издигнат бронзов паметник в цял ръст, изработен от Уилям Ордуей Партридж.

## Наследници
Покахонтас и Ролф имат един син, Томас, роден пред 1615 преди заминаването им за Англия. Чрез него Покахонтас има много живи наследници. Много от Първите фамилии на Вирджиния проследяват потеклото си до Покахонтас и вожд Похатан, вкл. такива известни личности като Идит Уилсън, съпруга на американския президент Удроу Уилсън; Джордж Уайт Рандолф; адмирал Ричард Бърд; губернатора на Вирджиния Хари Флъд Бърд; дизайнерката Полин де Ротшилд; бившата първа дама Нанси Рейгън; артистът Глен Стрейндж; астрономът и математик Пърсивал Лоуел.

## Популярна легенда
След смъртта на Покахонтас историятя ѝ е представяна по все по-произволен и романтичен начин. Единственият истински неин портрет е гравюра от 1616 г. от Саймън Ван де Пас. На нея са подчертани индианските ѝ черти. По-късни портрети я представят с повече европейски черти.
Легендите за Покахонтас я представят като пример за способността на индианците да бъдат асимилирани в европейското общество. Напр. в ротондата на Капитолия във Вашингтон стои картината „Кръщенето на Покахонтас“ от Джон Гадсби Чапман от 1840 г. Правителствената брошура „Картината на кръщенето на Покахонтас“ разяснява героите в картината и хвали заселниците от Джеймстаун за това, че са популяризирали християнството сред „езичните диваци“.
Други произведения романтизират историята на Покахонтас. Някои автори отдават предпочитание на любовната история между нея и Джон Смит. Първата подобна история е публикувана през 1803 г. в „Пътешествия из Съединените американски щати“ от Джон Дейвис. През ХІХ в. Джон Броам пише бурлеска „По-ка-хон-тас, благородната дивачка“.
Няколко филма са правени за Покахонтас, като се започне с ням филм от 1924 г. „Капитан Джон Смит и Покахонтас“, с Джоди Лорънс в ролята на героинята, излиза през 1953 г. По-късните филми от края на ХХ в. представят традиционните индиански ценности като морално по-възвишени от западноевропейските. Анимационният филм на Дисни „Покахонтас“ (1995) представя измислена любовна история между Смит и индианката. В него Покахонтас учи Смит да обича природата. Продължението „Покахонтас ІІ: Пътуване до Новия свят“ е за нейното пътуване до Англия.
„Легендата за Покахонтас“ (Pocahontas: The Legend) е вторият пълнометражен филм за живота ѝ. Терънс Малик се опитва да се придържа към историческата действителност във филма си „Новият свят“ (The New World) (2005), но въпреки това представя Покахонтас и Смит като влюбени.
Нийл Янг записва песен за Покахонтас в албума си Rust Never Sleeps (1979).

## Места, кръстени на Покахонтас
Много места и забележителности носят името на Покахонтас.
- Покахонтас е името на едно от най-богатите находища на битумни въглища във Вирджиния и Западна Вирджиния, а дъщерна фирма на Норфъкска и западна железница се казва „Покахонтас Ланд Къмпани“;
- От 1930 до 60-те години на ХХ в. един от най-луксозните влакове на Норфъкска и западна железница се нарича „Покахонтас“;
- гр. Покахонтас, Вирджиния
- Окр. Покахонтас, Западна Вирджиния
- Матока, Вирджиния се намира в окр. Честърфийлд на реката Апоматокс. Според краеведите на това място се е намирало селището Матоакс, където Покахонтас е израснала;
- Матока, Западна Вирджиния;
- гр. Покахонтас, Айова е в окр. Покахонтас;
- гр. Покахонтас, Арканзас;
- гр. Покахонтас, Илинойс;
- Форт Покахонтас, окр. Чарлс сити, Вирджиния, е укрепление по времето на Американската гражданска война;
- езерото Матока, часто от терена на Колежа Уилям и Мери;
- Щатски парк „Покахонтас“, Честърфийлд, Вирджиния
- „МВ Покахонтас“ е речен кораб в Грейвсенд, Великобритания;
- Четири кораба на Военноморските сили на САЩ носят името „Покахонтас“ (USS Pocahontas) и един – „Принцеса Матойка“ (USS Princess Matoika)
- Покахонтас, Мисисипи
- Гимназия в окр. Хенрико, Вирджиния, носи имената на Покахонтас и Джон Ролф;
- Гимназия „Матока“ в окр. Честърфийлд, Вирджиния. Неговите спортни отбори носят името „Бойците“ (The Warriors.)